# Auf den Ufern

Lage von Lahde

Auf den Ufern ist ein archäologischer Fundplatz und befindet sich im Stadtteil Lahde in der ostwestfälischen Stadt Petershagen im Kreis Minden-Lübbecke. Er wurde vermutlich in den 1970er Jahren durch Friedrich Brinkmann entdeckt und ab 2005 im Vorfeld baulicher Eingriffe archäologisch untersucht, wobei eine Nutzung des Geländes als Siedlungs- und Bestattungsplatz nachgewiesen werden konnte.

## Lage
Der Fundplatz, der von drei Höhenzügen umgeben wird, befindet sich unweit des Gewässers Aue südöstlich der Klostermühle Lahde und nördlich der Straße Unterm Berge. Da der Bereich ganzjährig befahrbar war, soll hier früher ein Kohlenweg gelegen haben, der von Quetzen kommend bis zum Kohlenhof führte. Der Fundplatz ist heute nahezu vollständig überbaut und größtenteils zerstört.

## Namensherkunft
Die Fundstelle befindet sich auf der Flur „Auf dem Ufer“. Im lokalen Sprachgebrauch unterteilte man die Ufer noch in zwei Teilbereiche, das „Kleine Ufer“ und das „Große Ufer“.

## Ausgrabungen
Im Jahr 2005 begann eine Ausgrabung in Lahde „Auf den Ufern“, die sich zu einer der größten mittelalterlichen Siedlungsgrabungen in der Region entwickelte. Bis 2007 wurde eine Fläche von rund 12.000 Quadratmetern von den Archäologen untersucht und eine Wüstung des Mittelalters ausgegraben. Die Wissenschaftler entdeckten eine Scheibenfibel mit Kreuzmotiv, Keramikgefäße, Werkzeuge für die Lederverarbeitung und Tuchherstellung, sowie Messer, Webgewichte, einen beinernen Kamm, Nadeln und Pfeilspitzen. Die Reste von zwölf Gebäuden (sechs Wohnstallhäuser), darunter das größte mittelalterliche Haus in Ostwestfalen, sechs Grubenhäuser und einen Brunnen, konnten die Archäologen dokumentieren. Der Befund des größten Hauses lässt vermuten, dass es rund 22 Meter lang und ca. neun Meter breit war.
2023 berichtete das Mindener Tageblatt, dass die Arbeiten 2022 durch die LWL-Archäologie für Westfalen fortgeführt wurden. Des Weiteren wurden in dem Artikel die zwölf Gebäude insgesamt fünf Hofstellen zugeordnet.

## Gräberfeld und Funde aus anderen Epochen
2007 entdeckten die Archäologen ein Gräberfeld mit 23 Gräbern aus dem neunten Jahrhundert nach Christus. Die Ausgräber stießen auch auf eine Pferdebestattung, die sie in einer Blockbergung bargen. Der Block lagerte jahrelang in einer Scheune in Lahde und wurde 2021 in das Depot der Zentralen Dienste bei der LWL-Archäologie für Westfalen in Münster verbracht. Ende 2023 wurde in einem Presseartikel von 43 Gräbern berichtet, 20 Meter entfernt von diesem Körpergräberfeld wurden demnach auch zwei Urnengräber aus dem 5.–6. Jahrhundert entdeckt.

## Kurioses
Der kurioseste Fund der Grabung war ein 15 Zentimeter langer und 1,1 Kilogramm schwerer Backenzahn eines Mammuts. Er wurde in einem der mittelalterlichen Häuser entdeckt und sorgte bundesweit für Aufsehen.

## Aufarbeitung
2016 wurde nach einer finanziellen Zuwendung des Landes Nordrhein-Westfalen eine Sichtung des Materials der Grabung samt einer ersten zeitlichen Einordnung und der Anlage eines vorläufigen Bestandskatalogs in Auftrag gegeben. Mit der Bearbeitung von 332 Kartons mit Fundmaterial wurde eine freiberufliche Archäologin betraut. Bis 2017 wurden Scherben sortiert und gezählt, Knochenmaterial gewogen und Notizen zur weiteren Bearbeitung angefertigt. Das Fundmaterial sollte im nächsten Schritt gewaschen und beschriftet, aussagekräftige Funde gezeichnet und die Grabungsdokumentation sollte digitalisiert werden. Erst nach Abschluss der Vorarbeiten sollte die eigentliche Auswertung und die abschließende Interpretation der Grabung folgen.
Den Schwerpunkt der einstigen Siedlung verortete die Gesellschaft zur Förderung der Archäologie in Ostwestfalen (GeFAO) in das 9. bis 13. Jahrhundert. In einer Pressemitteilung der LWL-Archäologie aus dem Jahr 2006 mutmaßte man, dass die Menschen im 8. bis zum 13. Jahrhundert „Auf den Ufern“ gelebt und gearbeitet haben.
2021 berichtete die Gesellschaft zur Förderung der Bodendenkmalpflege im Kreis Minden-Lübbecke e.V., dass die Siedlung ins achte Jahrhundert, also in die vorkarolingische Zeit zurückreiche und die Funde der Grabungskampagnen 2005 bis 2007 von der Außenstelle der LWL-Archäologie für Westfalen in Bielefeld, weiter ausgewertet werden sollen.

## Tag der archäologischen Denkmalpflege in Ostwestfalen-Lippe
Der 24. Tag der archäologischen Denkmalpflege in Ostwestfalen-Lippe fand auf Grund der besonderen Funde im Jahr 2006 in Lahde statt. In diesem Zusammenhang veranstaltete die Gruppe „Experimentum“ am 6. Mai 2006 ein Mittelalterfest in Lahde. Des Weiteren fanden eine öffentliche Tagung mit Vorträgen zum Mittelalter im Schulzentrum Lahde, Führungen über die Ausgrabung sowie eine Sonderausstellung zum mittelalterlichen Leben in Lahde statt.